# Кудлай Олексій Іванович
Олексі́й Іва́нович Кудла́й (нар. 29 березня 1974, Харків, Українська РСР, СРСР) — український футболіст і футзаліст, тренер. Головний тренер російського клубу «Корпорація АСІ» (Кемерово).

## Біографія
Закінчивши футбольну школу «Металіста», Кудлай вступив до Харківського державного інституту фізичної культури. За чотири роки у складі університетської команди, яку тренував Валерій Марченко, взяв участь у чемпіонатах ВНЗ, міста, області і КФК. В цей період встиг зіграти 5 матчів у вищій лізі чемпіонату України з футзалу за харківський клуб «Інга».
На четвертому курсі інституту отримав пропозицію з «Поліграфтехніки», який на той момент виступав у першій лізі чемпіонату України з футболу. Відігравши півтора року за команду з Олександрії отримав травму п'яти, відновлення від якої зайняло близько двох років.
Виступаючи в чемпіонаті Харкова з футзалу, отримав пропозицію від Юрія Кобзаря, який тренував ФК «Харків», що виступав у вищій лізі чемпіонату України з футзалу. Кудлай себе вдало проявив і через півроку перейшовши в запорізький «Віннер Форд-Університет» з яким здобув срібні нагороди чемпіонату і виграв Кубок України По закінченні сезону команда розпалася і наступний сезон захисник провів у складі «Запоріжкоксу» з яким знову здобув срібло у чемпіонаті і став фіналістом Кубка України.
Літом 2000 року головним тренером єкатеринбургської «Альфи» став Валерій Водян, який і запросив Кудлая в команду. У наступному сезоні у клубі змінився тренер — замість Валерія Водяна команду очолив Юрій Руднєв і «Альфа» виграв Кубок Росії та Кубок володарів кубків, але по завершенні сезону припинив своє існування. Після цього український захисник провів два сезони у «ВІЗ-Сінарі». Єкатеринбурзький очолив Юрій Руднєв, який і був ініціатором запрошення Кудлая.
З ініціативи все того ж Юрія Руднєва український захисник перейшов у найсильніший російський клуб «Динамо».
В кінці 2005 року прийняв російське громадянство, щоб не вважатися там легіонером.
Після закінчення сезону 2006/07 керівництво «Динамо» вирішило дещо омолодити склад і з усіх варіантів продовження кар'єри захисник обрав «Спартак-Щолково». Після першого сезону у клубі продовжив контракт ще на 2 роки.
Сезон 2009/10 провів у московському «Динамо-2», де був капітаном, але через фінансові проблеми клуб припинив своє існування і після цього Кудлай приєднався до «Політеха» (Санкт-Петербург). По завершенні сезону 2010/11 продовжив угоду з клубом, а у січні 2012 року був призначений капітаном своєї нової команди. Санкт-петербурзький клуб очолював Юрія Руднєв, який і запросив відомого йому гравця.
В липні 2012 року приєднався до «Нової генерації». Його хотів бачити в команді тренер Вадим Яшин, але незабаром його змінив Юрій Руднєв, який теж підтримав запрошення Кудлая.
У сезоні 2013/14 працював помічником головного тренера «Сибіряка», відгукнувшись на пропозицію Юрія Руднєва.
Перед сезоном 2016/17 став тренером-гравцем смоленського «Автодору» і під його керівництвом клуб вперше в історії посів 4 місце у вищій лізі.
Під керівництвом Кудлая «Корпорація-АСІ» виграла срібні нагороди вищої ліги.

## Оцінка гри
Дуже надійний і злий гравець, який має хороші бійцівські якості.

## Нагороди і досягнення

### Як гравець

#### Командні
«Віннер Форд-Університет»
- Вища ліга
  -  Срібний призер (1): 1998/99

- Кубок України
  -  Володар (1): 1998/99

«Запоріжкокс»
- Вища ліга
  -  Срібний призер (1): 1999/00

- Кубок України
  -  Фіналіст (1): 1999/00

«Фінпромко-Альфа»
- Кубок Росії
  -  Володар (1): 2001

- Кубок володарів кубків
  -  Володар (1): 2002

«ВІЗ-Сінара»
- Суперліга
  -  Бронзовий призер (2): 2002/03, 2003/04

- Кубок Росії
  -  Фіналіст (1): 2003/04

«Динамо»
- Суперліга
  -  Чемпіон (3): 2004/05, 2005/06, 2006/07

- Кубок Росії
  -  Володар (1): 2005
  -  Фіналіст (1): 2006/07

- Кубок УЄФА
  -  Володар (1): 2006/07

- Кубок УЄФА
  -  Фіналіст (2): 2004/05, 2005/06

 Збірна України
 Срібний призер чемпіонату Європи (2): 2001, 2003

#### Індивідуальні
- У списку 18 найкращих футзалістів України (1): 1999/00
- Найкращий захисник другого етапу Кубка Росії: 2003/04[16]

### Як тренер
«Сибіряк»
- Суперліга
  -  Бронзовий призер (1): 2013/14

## Поза межами спорту

### Хобі
Любить грати у хокей із шайбою та кататися на гірських лижах.